# Cabot Tower

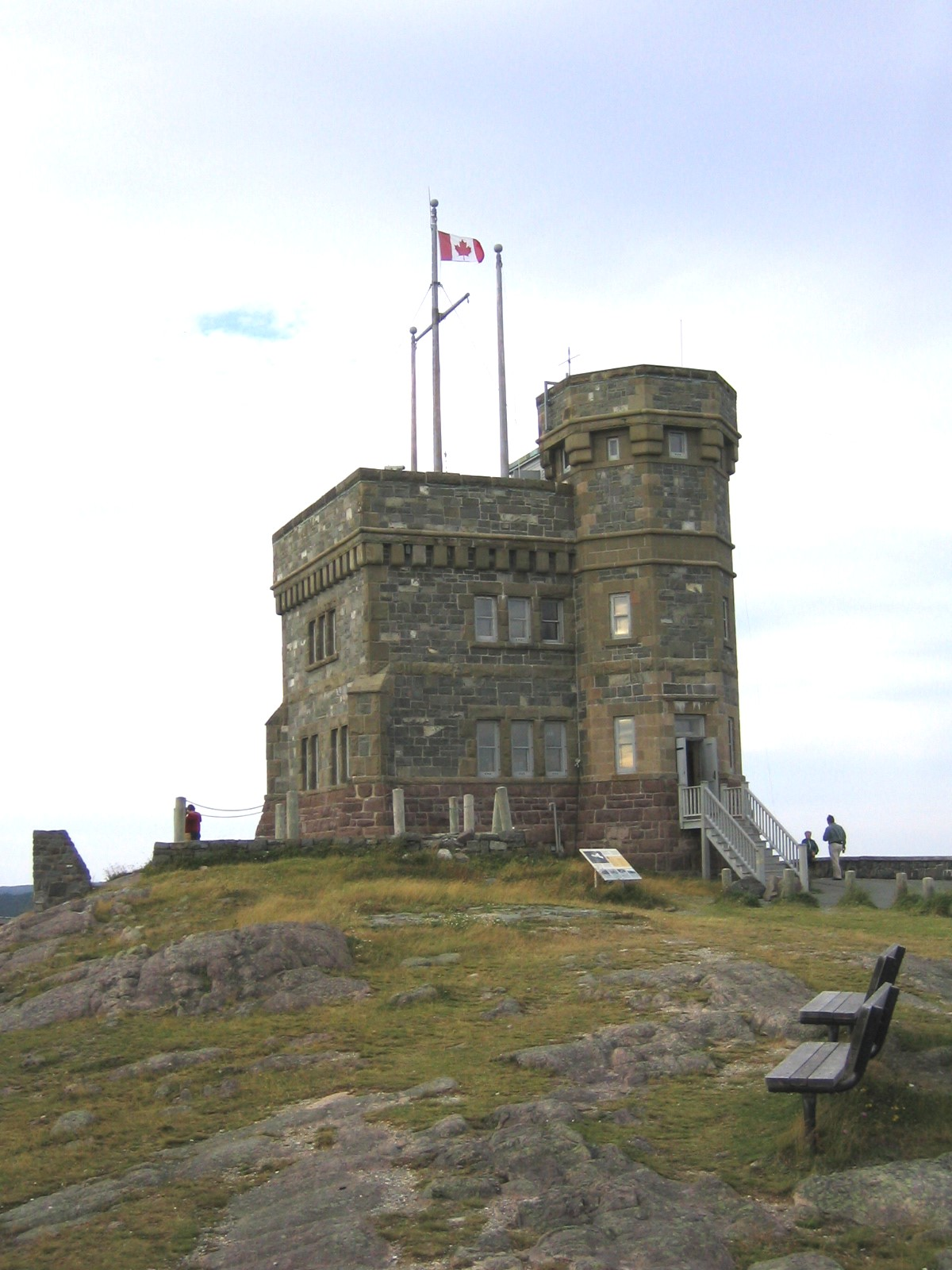
Cabot Tower

Der Cabot Tower ist ein Turm auf dem Signal Hill über der Hafeneinfahrt von St. John’s in Neufundland. Der Turm wurde 1897 zum 400. Jahrestag der Entdeckung Neufundlands durch John Cabot aus rotem Sandstein erbaut und ist heute das Zentrum des Signal Hill National Historic Park. Der Signal Hill mit dem Cabot Tower wurde am 30. Mai 1951 zur National Historic Site of Canada in Neufundland und Labrador erklärt.

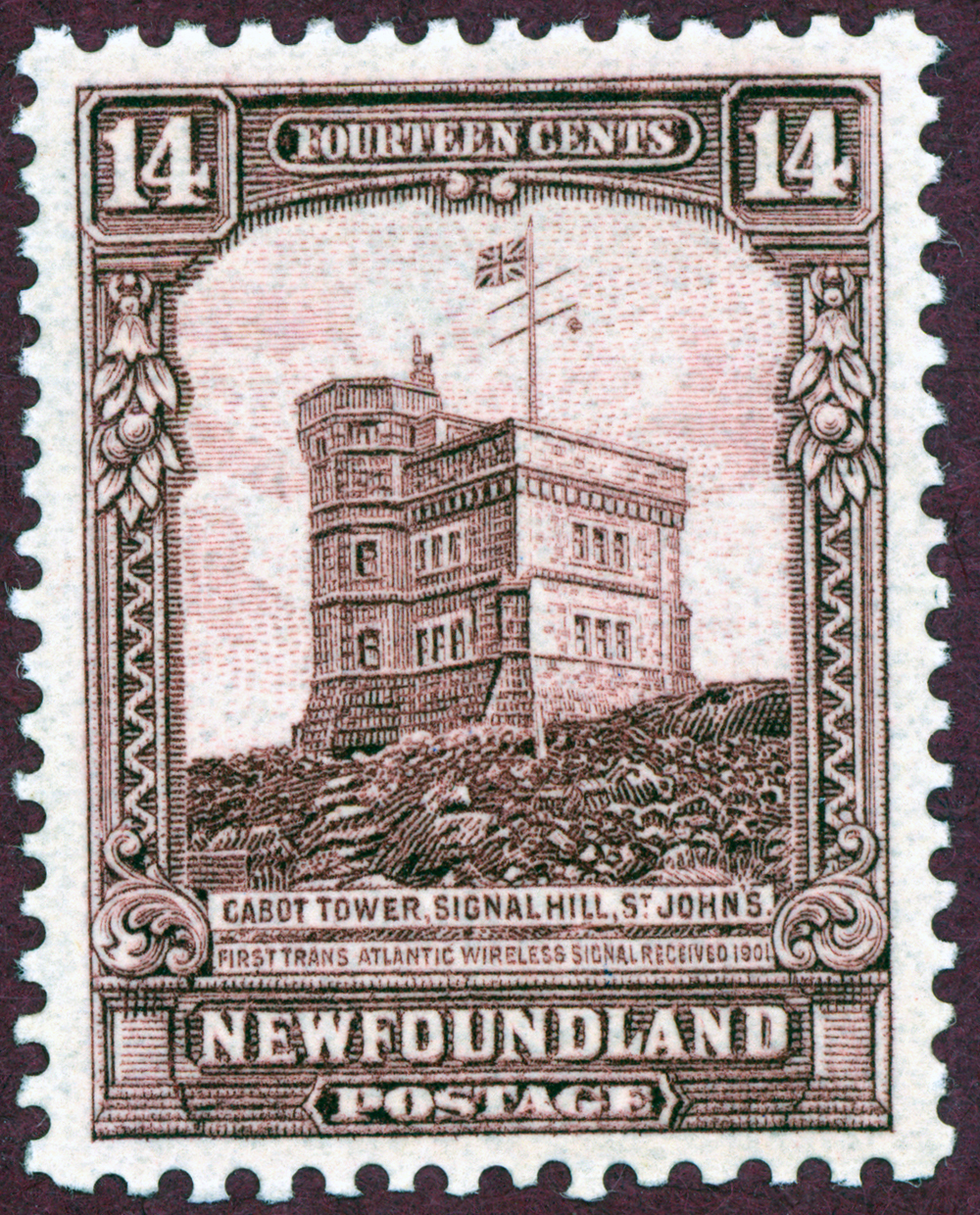
Briefmarke mit dem Cabot Tower

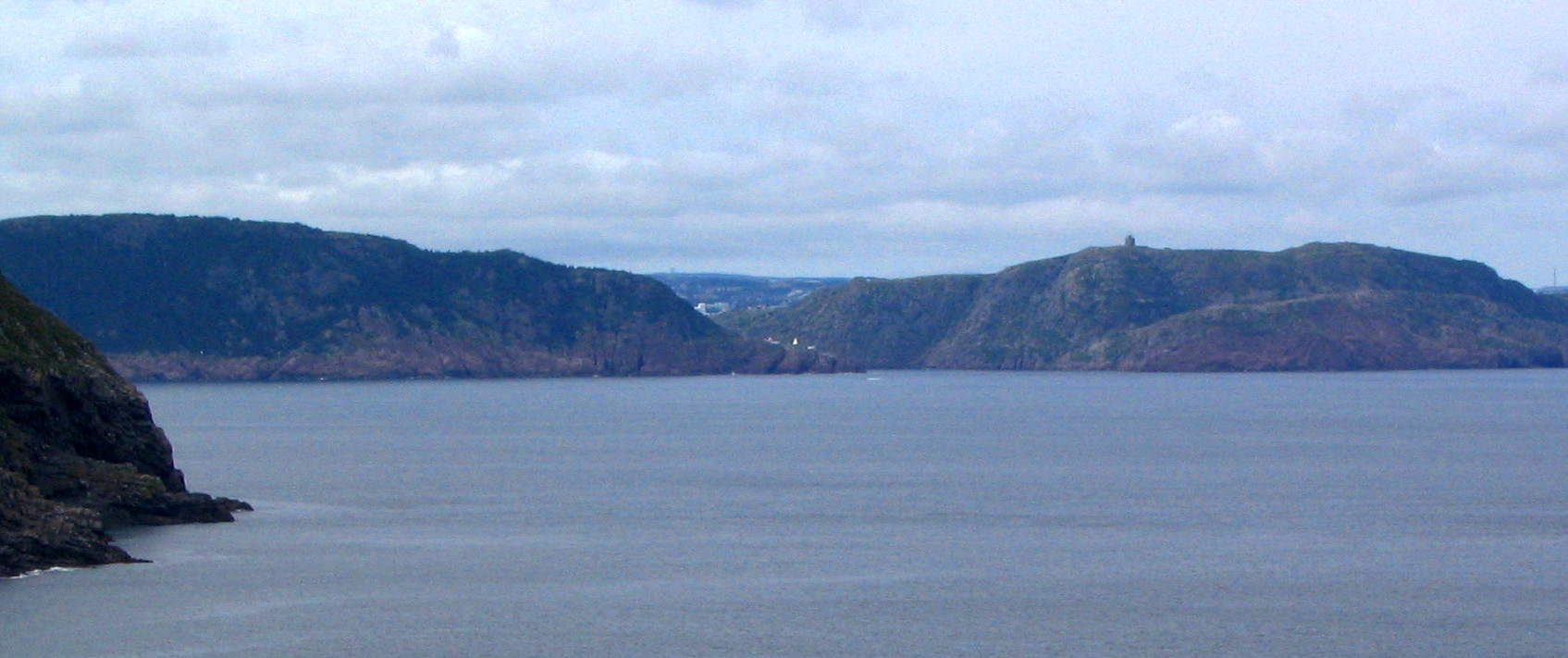
Die Hafeneinfahrt von St. John’s, mit dem Cabot Tower, von Cape Spear aus gesehen

Ursprünglich wurde der Turm als Flaggenposten für den Hafen der Stadt genutzt, womit eine Tradition fortgesetzt wurde, die 1704 von der britischen Marine auf dem Signal Hill eingeführt wurde. 1901 empfing Guglielmo Marconi unweit des Turms das erste kabellos übertragene transatlantische Signal aus Cornwall, England: den Buchstaben „S“ im Morsecode. Bis in die 1960er-Jahre war im ersten Stock des Turms eine Funkstation untergebracht. Heute beherbergt der Turm ein Geschäft mit Artikeln zur Geschichte des Turms, eine Ausstellung über Marconi und die Sendestation der Society of Newfoundland Radio Amateurs.